# 2. vranjska brigada (NOVJ)
Za druge 2. brigade glejte 2. brigada.
2. vranjska brigada je bila brigada v sestavi Narodnoosvobodilne vojske in partizanskih odredov Jugoslavije in ki je delovala med drugo svetovno vojno na področju Kraljevine Jugoslavije.